# Ero melanostoma
Ero melanostoma är en spindelart som beskrevs av Cândido Firmino de Mello-Leitão 1929. 
Ero melanostoma ingår i släktet Ero och familjen kaparspindlar. Inga underarter finns listade i Catalogue of Life.